# 잉그리드 루비오
잉그리드 루비오(Íngrid Rubio, 1975년 8월 2일 ~ )는 스페인의 배우이다.

## 출연 작품
- 사랑의 델리리오 (2014)
- 투 헬 위드 더 어글리 (2010)
- 은밀한 교육 2 (2006)
- 살바도르 (2006)
- 자매들 (2005)
- 노벰버 (2003)
- 죽여주는 여자 (2003)
- 마더 데레사 (2003)
- 성급한 연금술사 (2002)
- 아이 노우 후 아 유 (2000)
- 공원의 벤치 (1999)
- 작별 (1998)
- 우정 아닌 사랑 (1996)
- 택시 (1996)